# Оду
Оду̀ (на гръцки: Οδού) е село в Кипър, окръг Ларнака. Според статистическата служба на Република Кипър през 2001 г. селото има 156 жители.
Намира се на 8 km северозападно от Ора.